# Letalska nesreča Lokomotive Jaroslavelj
Letalska nesreča Lokomotive Jaroslavelj se je pripetila 7. septembra 2011 ob 16:05 po moskovskem času, ko je v bližini ruskega mesta Jaroslavelj strmoglavilo letalo Jak-42 prevoznika Jak Service, ki je prevažalo hokejiste, trenerje in strokovne delavce hokejskega kluba Lokomotiva Jaroslavelj. Letalo je zapeljalo s steze pred vzletom, ko ni uspelo dobiti višine za vzlet, nato pa trčilo v letališki stolp in zagorelo 2 km od letališča Tunošna. Od 45 potnikov in članov posadke , jih je 43 umrlo na kraju nesreče, Aleksander Galimov pa pet dni po nesreči v bolnišnici. 
Člani kluba Lokomotiva Jaroslavelj, ki je igral v elitni Kontinentalni hokejski ligi (KHL), so bili na poti v Minsk, kjer bi začeli sezono 2011/12. Na letalu so bili vsi hokejisti članskega moštva in štirje iz mladinskega. Zaradi tragedije je klub za tekočo sezono izstopil iz lige KHL in je nastopal v drugi ruski ligi VHL. Liga KHL je odpovedala prve tekme sezone in preložila začetek sezone za en teden.

## Potniki
Na krovu letala je bilo šestindvajset hokejistov, enajst članov klubskega strokovnega štaba in osem članov posadke. 

### Hokejisti
| Hokejist            | Starost | Položaj |
| ------------------- | ------- | ------- |
| Vitalij Anikejenko  | 24      | D       |
| Mihail Balandin     | 31      | D       |
| Genadij Čurilov     | 24      | C       |
| Pavol Demitra       | 36      | C       |
| Robert Dietrich     | 25      | D       |
| Aleksander Galimov  | 26      | LW      |
| Marat Kalimulin     | 23      | D       |
| Aleksander Kaljanin | 23      | RW      |
| Andrej Kirjuhin     | 24      | RW      |
| Nikita Kljukin      | 21      | C       |
| Stefan Liv          | 30      | G       |
| Jan Marek           | 31      | C       |
| Sergej Ostapčuk     | 21      | LW      |
| Karel Rachůnek      | 32      | D       |
| Ruslan Salej        | 36      | D       |
| Maksim Šuvalov      | 18      | D       |
| Kārlis Skrastiņš    | 37      | D       |
| Pavel Snurnicin     | 19      | F       |
| Daniil Sobčenko     | 20      | C       |
| Ivan Tkačenko       | 31      | LW      |
| Pavel Trahanov      | 33      | D       |
| Jurij Jurišev       | 20      | D       |
| Josef Vašíček       | 30      | C       |
| Aleksander Vasjunov | 23      | LW      |
| Aleksander Vjuhin   | 38      | G       |
| Artem Jarčuk        | 21      | LW      |

### Strokovni štab
Med enajstimi člani klubskega strokovnega štaba so bili tudi glavni trener Brad McCrimmon ter pomočnika Aleksander Karpovcev in Igor Koroljov.